# Ennearthron cornutum
Ennearthron cornutum es una especie de coleóptero de la familia Ciidae.

## Distribución geográfica
Habita en Eurasia.